# Estuário (Santos)
O Estuário é um bairro residencial do município de Santos, localizado entre o estuário de Santos, as avenidas Affonso Penna e Almirante Tamandaré.
O Bairro Estuário surgiu do retalhamento do Macuco em 1968, quando se definiu o novo abairramento, e têm seus limites dados pelas avenidas Siqueira Campos, Portuária, Almirante Tamandaré e Affonso Penna. É um dos maiores bairros de Santos.